# Huangqibu
Huangqibu (kinesiska: 黄旗堡镇, 黄旗堡) är en köping i Kina. Den ligger i provinsen Shandong, i den östra delen av landet, omkring 210 kilometer öster om provinshuvudstaden Jinan.
Genomsnittlig årsnederbörd är 689 millimeter. Den regnigaste månaden är juli, med i genomsnitt 232 mm nederbörd, och den torraste är januari, med 10 mm nederbörd.